# روكسان كنيتيمان
روكسان كنيتيمان (بالهولندية: Roxane Knetemann) (و. 1987  م) هي دراجة، ودراجة على المضمار هولندية، ولدت في ألكمار.

## سجل الفوز

### سباقات أو مراحل فاز بها
| التاريخ        | السباق                                               | المركز                   |
| -------------- | ---------------------------------------------------- | ------------------------ |
| 02 مايو 2004   | Omloop van Borsele U19 2004                          |                          |
| 08 مايو 2005   | Omloop van Borsele U19 2005                          |                          |
| 12 مايو 2007   | Omloop van Borsele 2007                              | الرابع في التصنيف العام  |
| 04 فبراير 2011 | طواف قطر للنساء 2011                                 | الخامس في تصنيف أفضل شاب |
| 23 فبراير 2013 | طواف نيوشبلاد للسيدات 2013                           | التاسع في التصنيف العام  |
| 01 أبريل 2013  | جي بي دوتيغنيز 2013                                  | السابع في التصنيف العام  |
| 01 يونيو 2013  | 2013 Omloop van de IJsseldelta                       |                          |
| 10 أغسطس 2013  | 2013 La Route de France                              | السابع في التصنيف العام  |
| 18 أغسطس 2013  | أوبن دي سويد فارجاردا - سباق الطريق 2013             | السابع في التصنيف العام  |
| 17 أغسطس 2014  | طواف النرويج للسيدات 2014                            | الثامن في التصنيف العام  |
| 24 أغسطس 2014  | أوبن دي سويد فارجاردا - سباق الطريق 2014             | الثالث في التصنيف العام  |
| 22 يونيو 2016  | سباق الدراجات ضد الساعة للسيدات في بطولة هولندا 2016 |                          |
| 04 سبتمبر 2016 | بويز ليديز تور 2016                                  |                          |
| 09 أبريل 2017  | هيلثي أجينج تور 2017                                 |                          |

## روابط خارجية
- روكسان كنيتيمان على موقع الاتحاد الدولي للدراجات (الإنجليزية)
- روكسان كنيتيمان على موقع أرشيف الدراجات (الإنجليزية)
- روكسان كنيتيمان على موقع إحصائيات الدراجات الإحترافية (الإنجليزية)
- روكسان كنيتيمان على موقع نسبة الدراجات (الإنجليزية)
- روكسان كنيتيمان على موقع CycleBase (الإنجليزية)